# Malá Bučina
Malá Bučina je malá vesnice, část města Velvary v okrese Kladno ve Středočeském kraji. V roce 2011 zde trvale žilo osm obyvatel.

## Historie
První písemná zmínka o vesnici pochází z roku 1357.

## Obyvatelstvo
| Rok            | 1869 | 1880 | 1890 | 1900 | 1910 | 1921 | 1930 | 1950 | 1961 | 1970 | 1980 | 1991 | 2001 | 2011 | 2021 |
| -------------- | ---- | ---- | ---- | ---- | ---- | ---- | ---- | ---- | ---- | ---- | ---- | ---- | ---- | ---- | ---- |
| Počet obyvatel | 35   | 39   | 32   | 26   | 30   | 28   | 29   | 19   | 19   | 17   | 6    | 4    | 4    | 8    | 13   |
| Počet domů     | 6    | 6    | 7    | 7    | 6    | 6    | 6    | 6    | 6    | 6    | 3    | 7    | 7    | 7    | 5    |

## Obecní správa
Při sčítání lidu v letech 1850–1960 Malá Bučina byla osadou obce Velká Bučina, se kterým patřila nejprve do okresu Slaný, ale v letech 1921–1950 v okrese Kralupy nad Vltavou a od roku 1960 v okrese Kladno. Od 1. července 1960 je částí města Velvary v okrese Kladno.